# St. Paul (hrabstwo Collin)
St. Paul – miasto w Stanach Zjednoczonych, w stanie Teksas, w hrabstwie Collin.